# 八代市立第八中學校
八代市立第八中學校位在日本熊本縣八代市郡築七番町，是一間由八代市設立的中學校。

## 歷史
- 1947年4月 - 設置八代郡宮地村立宮地中學校，此為八代市立第八中學校的前身。
- 1955年4月1日 - 宮地村併入八代市，改名稱為八代市立第八中學校。
- 1997年12月21日 - 舉辦50周年紀念文化祭。
- 2008年8月23日 - 舉辦校舍改築安全祈願祭。
- 2009年8月9日 - 舉辦新校舍體育館落成紀念典禮。

## 外部連結
- 八代市立第八中學校網站（页面存档备份，存于）